# Passinho
O Passinho ou Passinho do Romano é um estilo de dança que nasceu no Jardim Romano, na região de São Miguel Paulista na cidade de São Paulo, a partir de uma ideia criada por Magrão, que morava na Zona Leste de São Paulo.
A dança, consiste basicamente em passos leves, com suaves utilizações de saltos, braços livres com uso de break, dubstep, passos de robô e o próprio funk, ganhou força na comunidade e rapidamente se popularizou, ganhando a zona leste e outras regiões da capital e do interior do estado. Tendo como base o funk, já popular em todo o país e trazendo um jeito próprio de dançar, o passinho hoje já tem mais de duzentos mil vídeos lançados.
Magrão não se contentou como os demais jovens da região nos bailes funk locais, então usava ritmos como o black e o forró, além de “passos de robô” para criar sua própria dança.  
Uma homenagem foi feita por seus amigos foi lançada uma música falando sobre o passinho, e mais tarde um videoclipe.O ritmo se popularizou na comunidade e passou a se chamar “passinho do Romano”. Em pouco tempo outros MC's perceberam o sucesso da dança e sua grande aceitação na comunidade, além dos passos de fácil execução. 

### Funk
A dança toma como base o funk, que a partir do Rio de Janeiro, atualmente é um ritmo ouvido em todo Brasil. O ritmo caracteriza-se pela batida marcante e letras que em muitos casos retratam a realidade vivida em comunidades de baixa renda. Esse estilo de expressão artística vem sendo incorporado como cultura regional, não só no Rio de Janeiro e em São Paulo como em várias regiões do país. Assim como outras danças e ritmos construídos nas periferias, o funk é reflexo do cotidiano vivenciado nas regiões periféricas das cidades. Ainda assim o funk é por muitos considerado uma forma de arte não construtiva e pouco valorizada.

### Da zona leste de São Paulo para o Brasil
Como manifestação cultural periférica, o passinho do romano teve seu reconhecimento caindo facilmente no gosto popular de outros jovens que frequentam bailes pela cidade. E o número crescente no YouTube de jovens dançando (sendo o mais conhecido deles, Pedro Filipe De Jesus Dias) e tentando se aprimorar na dança, só fez crescer o interesse pelo ritmo, nascendo as “Batalhas do Passinho do Romano” que são campeonatos de dança, onde jurados e o próprio público definem os campeões. Um exemplo destas são as duas edições que ocorreram no CEU Três Pontes, no próprio bairro de Jardim Romano, onde nasceu a dança. Além de uma edição promovida pela Fabrica de Cultura, unidade Itaim Paulista, onde setenta jovens disputavam entre si, com batalhas solo de 45 segundos. O campeão ganharia um vídeo, produzido pelos produtores das Fábricas de Cultura.
Fortalecendo o Movimento do funk e confirmando a força do Passinho do Romano na zona leste, e a curto prazo, no restante da cidade.

### Uma manifestação de cultura
Rodrigo inventou uma homenagem que surgiu de um luto entre amigos, e uma brincadeira que foi disseminada, o passinho do romano em pouco tempo ganhou forma e destaque, inicialmente entre os próprios jovens, então nas redes sociais, mais tarde entre regiões da cidade, tv, jornais, e hoje já pode ser considerado uma manifestação cultural vindo da zona leste de São Paulo, onde através da dança, foi mostrado para toda a cidade parte da identidade da zona leste, com características próprias de uma região onde o funk é fortemente difundido, e uma dança que tem um grande foco na liberdade de criação, sem a cristalização que outras danças exigem em seus passos. Além da expressão de um jeito todo próprio e alegre que marca toda essa expressão de cultura da periferia, que virou uma mania não só na cidade de São Paulo como também em outras regiões.
Ou seja, o Passinho do Romano é uma manifestação de cultura, vinda da Zona Leste da cidade de São Paulo, e se espalhou para a toda a cidade, podendo chegar facilmente no restante do país. Em 2018, Câmara Municipal do Rio de Janeiro aprovou o projeto da vereadora Verônica Costa que definiu o passinho como "Patrimônio Cultural Imaterial do povo carioca" e em 2024, foi declarado Patrimônio Cultural Imaterial do Estado do Rio de Janeiro.

## Passinho de BH
Tipo de passinho surgido em Belo Horizonte, Minas Gerais, é derivado do passinho de Miami, inspirado em Miami bass e electro, dois estilos de música eletrônica que deram origem ao funk carioca.